# Benjamin Toniutti
Benjamin Toniutti (30 de octubre de 1989, Mulhouse, Alto Rin) es un voleibolista francés. Actualmente juega en el Ravenna Volley.
Comenzó a jugar a voleibol en el VB Pfastatt en marchando ocho años más al Centre national de volley-ball donde se reúnen a los cadetes y juveniles más destacado de Francia. Tras cuatro años allí, ficha por el Arago de Sete de la Ligue A francesa siendo nombrado en su última temporada en el equipo francés MVP de la temporada regular.
Tras conseguir un campeonato de Europa sub-19 y un subcampeonato y campeonato sub-21, en diciembre de 2010 es convocado por primera vez por la selección absoluta francés con la que ya alcanza 80 partidos.